# Pyrenaearia
Genre
Pyrenaearia désigne un genre d'escargots terrestres de la famille des Hygromiidae. Le genre recense des espèces endémiques du nord de l'Espagne, de la cordillère Cantabrique à la Catalogne, en passant par les Pyrénées.

## Espèces
Il y a 13 espèces reconnues du genre Pyrenaearia :
- Pyrenaearia cantabrica (Hidalgo, 1873)
- Pyrenaearia carascalensis (Férussac, 1821)
- Pyrenaearia carascalopsis (Bourguignat / Fagot, 1884)
- Pyrenaearia cotiellae (Fagot, 1906)
- Pyrenaearia daanidentata (Raven, 1988)
- Pyrenaearia molae (Haas, 1924)
- Pyrenaearia navasi (Fagot, 1907)
- Pyrenaearia oberthueri (Ancey, 1884)
- Pyrenaearia organiaca (Fagot, 1905)
- Pyrenaearia parva (Ortiz de Zárate, 1956)
- Pyrenaearia poncebensis (Ortiz de Zárate, 1956)
- Pyrenaearia schaufussii (Kobelt, 1876)
- Pyrenaearia velascoi (Hidalgo, 1867)

## Classification
- Bilateria : être pluricellulaire de type animal possédant des muscles, un système nerveux, un système circulatoire avec cœur, des organes sexuels, des yeux, une bouche, un système digestif et un anus. La symétrie du corps est bilatérale avec un axe central, un côté gauche et un côté droit.
- Mollusca : le corps est non segmenté et mou; il se compose d'une tête, d'une masse viscérale et d'un pied. La masse viscérale est recouverte par un manteau qui peut sécréter une coquille calcaire (peut être perdu au cours de l'évolution comme chez les limaces).
- Gastropoda : la masse viscérale peut se torsader, la tête et le pied sont bien distincts l'un de l'autre. La bouche comporte une radula (sorte de langue râpeuse munie de dents), le pied est aplati en un large muscle ventral, qui secrète un mucus.
- Heterobranchia : en forme de limace ou d'escargot (quel que soit le mode de vie : en eau salée, eau douce, ou terrestre).
- Pulmonata et Eupulmonata : ne possède plus de branchies mais une cavité palléale, organe équivalent au poumon.
- Stylommatophora : mode de vie exclusivement terrestre, et non plus aquatique.
- Sigmurethra : présence d'une longue glande muqueuse, de dards d'amour, ainsi que de quatre tentacules rétractiles (deux vers le haut avec les yeux, et deux vers le bas servant d'organe olfactif et tactile).
- Helicoidea : possède une coquille externe, de forme hélicoïdale. Représente la plus grande partie des escargots terrestres.
- Hygromiidae : taille moyenne (>1 cm) ou petite (<1 cm). Habite les zones humides ou ne sort que pendant les périodes humides. Pendant les périodes sèches (chaudes ou froides), pratique l'estivation (reste à l'état léthargique dans la coquille).
- Pyrenaearia : coquille de couleur blanche à brun foncé. Adapté aux zones humides et froides de montagnes à roches calcaires. Le genre regroupe des espèces endémiques du nord de l'Espagne, de la cordillère Cantabrique à la Catalogne, en passant par les Pyrénées.

## Habitat
Le genre est adapté aux climats humides et froids des montagnes du nord de l'Espagne. Les juvéniles peuvent avoir des poils pour capturer l'humidité ambiante. 
Toutes les espèces de Pyreneaearia sont présentes en milieu karstique de haute altitude (jusqu'à 2 600 m) sur des rochers calcaires, sur des parois rocheuses, dans des crevasses, au-dessous de gros blocs et dans des gravats rocheux.

## Évolution
D'un point de vue phylogénétique, Le genre Pyrenaearia se divise entre quatre lignées bien distinctes identifiées comme basales (Pyrenaearia carascalopsis, Pyrenaearia parva, Pyrenaearia carascalensis, et Pyrenaearia cantabrica). Ces quatre lignées, toutes issues d'une population ancestrale commune, sont la marque d'une spéciation enclenchée depuis la période du Pléistocène ou du Pliocène (il y a 5 Ma maximum), pendant les cycles de refroidissement et de réchauffement climatiques. En montagne, l'alternance de périodes glaciaires avec zones refuges isolées au microclimat plus clément, entrecoupés de périodes interglaciaires plus chaudes où des individus colonisent des milieux d'altitude plus élevée, enclenche un processus de spéciation allopatrique : des populations initialement interfécondes évoluent en espèces distinctes car elles sont isolées géographiquement.